# MLB The Show 19
MLB The Show 19 ist ein Baseball-Videospiel von SIE San Diego Studio, das von Sony Interactive Entertainment veröffentlicht wird und auf der Major League Baseball (MLB) basiert. Es ist der vierzehnte Teil der Computerspielserie MLB: The Show und wurde am 26. März 2019 für PlayStation 4 veröffentlicht. Bryce Harper, Philadelphia Phillies Outfielder, wurde als Coverstar für die US-Version vorgestellt. Wer sich angemeldet hat, durfte ein geschlossenes Alpha spielen, welche vom 13. Dezember 2018 bis zum 19. Dezember 2018 ging.
Nachfolger des Spiels ist MLB The Show 20.

## Entwicklung
Am 2. November 2018 wurde bekannt gegeben, dass Bryce Harper auf dem Cover der Ausgabe 2019 des Spiels zu sehen sein wird. Da er zu diesem Zeitpunkt jedoch ein Free Agent war, wurde er auf dem Platzhalterbild in einem weißen Kapuzenpulli abgebildet. Am 28. Februar 2019, nachdem Harper bei den Phillies unterschrieben hatte, wurde das offizielle Coverdesign veröffentlicht.
Zu den Neuerungen gehören die Spielmodi "Moments" und "March to October". Mit "Moments" kann der Benutzer berühmte Momente der MLB-Geschichte nacherleben und nachstellen. Dieser Modus kann sowohl im Rahmen des "Diamond Dynasty" aber auch separat offline gespielt werden und wird mit Karten und Stubs, der virtuellen Währung des Spiels, belohnt. Das Spiel bietet zudem eine im Vergleich zum Vorgänger verbesserte Steuerung der Verteidigung mit verbesserter Mechanik und realistischeren Animationen. Die Pitcher sind in drei Kategorien unterteilt: "Plain Filthy" (Gute Ballbewegung), "Flamethrower" (schnelle und harte Pitches) und "Control Freak" (Präzise Würfe), während die Batter in fünf Kategorien unterteilt sind: "Pure Power" (Power-Hitter), "Small Ball" (bringt den Ball ins Spiel), "Mr. Utility" (guter Situationsspieler), "Rock Steady" (Solide in allen Bereichen) und "The Anomaly" (Power-Hitter mit großer Geschwindigkeit).
Wiederkehrende beliebte Spielmodi sind der "Franchise-Modus" (in dem der Spieler im Laufe mehrerer Spielzeiten die Kontrolle über ein beliebiges MLB-Team übernehmen kann) und "Road to the Show" (in dem der Benutzer einen neuen Spieler erstellt und seine Karriere durch Double-A, Triple-A und die Majors spielt).